# 비르기타 하윅달
비르기타 하윅달 브린야르스도티르(Birgitta Haukdal Brynjarsdóttir, 1979년 7월 28일 ~ )는 아이슬란드의 가수이다. 유로비전 송 콘테스트 2003에서 아이슬란드 대표로 참가했다.

## 같이 보기
- 유로비전 송 콘테스트 2003
- 아이슬란드의 유로비전 송 콘테스트 참가